# Christen Lyngbo
Christen Lyngbo (18. juni 1871 i Vrøgum – 9. december 1968 ved Henne Strand) var en dansk kunstner, som skabte malerier, akvareller, blyanttegninger og tusch'er. Lyngbo er mest berømt for malerier af det vestjyske hede- og klitlandskab.
Christen Lyngbo var søn af malermester Karl Nielsen i Vrøgum og stod i sine unge dage i lære som maler. Efter endt læretid tog Lyngbo til København på teknisk skole, og senere præsterede han som den første vestjyde nogensinde at blive optaget og studere på Kunstakademiet 1894–97.
Efter studietiden levede Lyngbo i en kort årrække i Esrum i Nordsjælland og fokuserede på portrætmaleriet. Vestjylland trak dog i Lyngbo, og han flyttede til Varde, hvor han i en længere årrække var tegnelærer ved byens tekniske skole. Dog synes havet, klitterne og heden at være kilderne for Lyngbos energi og inspiration. Derfor flyttede han helt ud til kysten ved Henne Strand for at være nær den natur, som betog ham.
Malerierne af disse omgivelser i ren naturalistisk stil er det, Lyngbo huskes for som kunstner. Som person huskes Lyngbo som en livsnyder og provokatør, som nød at prikke til det etablerede. Han var således overbevist naturist, malede ofte nøgen og syede selv sit tøj. I 1903, hvor han en overgang manglede en bolig, boede han i en jordhule, som han gravede i brinken ved Varde. Rygterne siger desuden, at Lyngbo på god jysk manér fastsatte prisen på malerierne efter hvor mange køer eller får han havde malet i det enkelte maleri. 
Han oprettede fristedet Lyngboparken for naturister, og det blev han mest kendt for.
Lyngbo forlod ikke Danmark før han næsten 80 år gammel rejste til England. De følgende år rejste Lyngbo til Italien, Mallorca, De Canariske Øer, Israel og Egypten. Den sidste udlandsrejse gik til Spanien i en alder af 94 år.
Gennem årene ved Henne Strand opkøbte Lyngbo omkring 500 tønder land, som blev fredet og i dag er et populært vandreområde. Kort inden sin død donerede Lyngbo en omfattende samling af egne værker til Museet for Varde By og Omegn. Han donerede desuden penge til opførelsen af Lyngbosalen, som er en tilbygning til det gamle Varde Museum. 